# Esa dama
Esa Dama (That Lady) es una novela de la escritora irlandesa Kate O'Brien escrita en el año 1946.

## Argumento
Kate O'Brien, toma a La princesa de Éboli, Ana de Mendoza y de la Cerda, duquesa de Pastrana, hija del virrey del Perú y amante de Felipe II, personaje histórico de la España del siglo XVI, llevándolo al mundo de ficción. La novela arranca en 1576, con Ana, de 36 años, en la cúspide de su vida, contando los amoríos e intrigas palaciegas entre el rey de España y su consejero Antonio Pérez agravado por una conspiración y un asesinato. Cerrando la novela con su muerte literalmente emparedada en vida en el Palacio Ducal de Pastrana por orden del rey.

## Adaptaciones al cine
- 1955, La princesa de Éboli, primera película basada en la novela de O'Brien, a la que dio vida Olivia de Havilland, dirigida por Terence Young.
- 2008, La conjura de El Escorial, dirigida por Antonio del Real e interpretada por la actriz británica Julia Ormond.
- 2010, La princesa de Éboli, una miniserie de dos episodios para televisión (Antena 3), con Belén Rueda al frente del reparto en el papel de la Princesa.